# Samuel Kanyon Doe
Samuel Kanyon Doe (Tuzon, 6 de mayo de 1951-Monrovia, 9 de septiembre de 1990) fue un político y dictador liberiano que sirvió como el 21º Presidente de Liberia desde 1986 hasta su asesinato en 1990. Doe encabezó un golpe de Estado en el que murieron el presidente Tolbert, uno de sus hijos y su hermano, Frank Tolbert quien era presidente del Senado de Liberia. En consecuencia Doe erigió una dictadura militar desde que tomó el poder hasta enero de 1986 como vigésimo primer presidente de su país en unas elecciones ampliamente denunciadas como fraudulentas y gobernó hasta que fue secuestrado y asesinado en septiembre de 1990 en el contexto de la Primera guerra civil liberiana.
Doe, de la etnia krahn, una tribu rural de Liberia continental, recibió entrenamiento de las Fuerzas Especiales del Ejército de Estados Unidos. Los krahn son de antepasados puramente africanos, como la mayoría de la población de Liberia. Esta mayoría había sufrido una larga represión por la élite américo-liberiana, que descendía de los esclavos estadounidenses que fundaron Liberia en 1847.

## Golpe de Estado de 1980

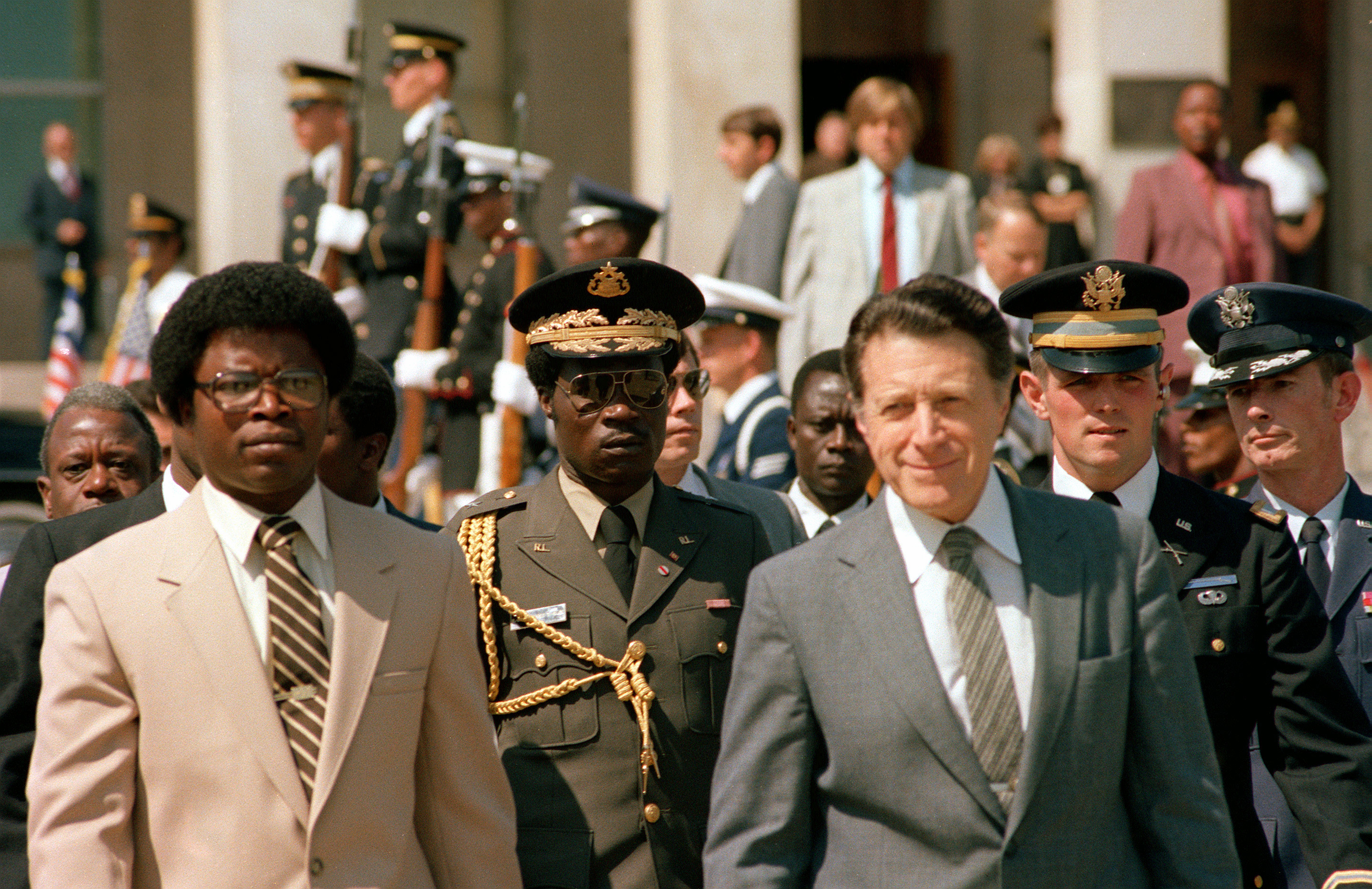
Doe con Caspar Weinberger en 1982 frente al El Pentágono.

El 12 de abril de 1980, Doe llevó a cabo un golpe de Estado sangriento contra el presidente  William R. Tolbert, Jr.cuyo gobierno se volvió tiránico, tras su muerte, el proclamó el Consejo de Redención Popular, del que era jefe,acabando así con la tradición del partido dominante del Partido Whig Auténtico. Era la primera vez desde que se formó Liberia en la que estaba gobernada por descendientes de nativos africanos, y pocos días tras el golpe de Estado se ejecutaron a muchos miembros del gobierno de Tolbert en juicios considerados injustos.
En agosto de 1981 Thomas Weh Syen, a quien Doe juzgó como pro-americano, fue arrestado junto con otros cuatro miembros del Consejo de Redención Popular por supuestamente urdir un plan para asesinar a Doe; los supuestos conspiradores fueron ejecutados poco más tarde.

Ronald Reagan y Samuel Doe en la columnata de la Casa Blanca, 1982

Durante sus primeros años en el cargo Doe desarrolló rápidamente una afinidad con el gobierno de Estados Unidos, especialmente durante la administración  de Ronald Reagan (quien se refería a Doe como “Chairman Doe”). Apoyó abiertamente la política exterior estadounidense de la guerra fría durante la década de 1980 (cortó las relaciones diplomáticas con la Unión Soviética) y aun desafió a una pelea a diplomáticos que criticaron a los Estados Unidos en su presencia.

## Controvertidas elecciones y Presidencia
Doe consiguió que se aprobase una nueva constitución por referendo en 1984 [cita requerida]y acudió a las Elecciones generales de Liberia de 1985, dándole el 51% del voto. Las elecciones fueron manipuladas, las papeletas fueron llevadas por iniciativa del propio Doe a un lugar secreto donde 50 hombres de Doe las contaron y antes de las elecciones ejecutó previamente a más de 50 de sus oponentes bajo cargos prefabricados como porte ilegal de un arma de fuego entre otras acusaciones. Doe cambió su fecha de nacimiento de 1951 a 1950 para cumplir los requisitos de la nueva constitución, que marcaba que el presidente debía tener al menos 35 años. Los observadores extranjeros declararon que las elecciones eran fraudulentas y sugirieron que el subcampeón Jackson Doe (sin parentesco con el presidente), del Liberian Action Party era el ganador legítimo.La futura presidenta Ellen Johnson-Sirleaf enunció claras violaciones a la constitución. Thomas Quiwonkpa, que había liderado el golpe de 1980 con Doe, trató de llegar al poder el 12 de noviembre. El intento fracasó tras una lucha en Monrovia y Quiwonkpa fue ejecutado días más tarde,tras el intento de Golpe, Samuel impuso un Toque de queda durante el anochecer a toda la población, advirtiéndoles que si eran vistos por las calles en las horas señaladas serían considerados rebeldes y ejecutados inmediatamente. Doe tomó juramento finalmente el 6 de enero de 1986. El día de su toma de posesión como vigésimo primer presidente, se dirigió al estadio con escolta policial, allí, en la ceremonia de investidura, un espectáculo con varias jóvenes liberianas que danzaron con varios aros, posteriormente las bailarinas usaron maracas, finalmente el ejército desfilaba en fila y en la primera fila tocaban una suntuosa melodía.
Bajo Doe, los puertos de Liberia se abrieron a los barcos estadounidenses, canadienses y europeos, lo que trajo consigo unas considerables inversiones de firmas extranjeras [cita requerida]de transporte marítimo, que consideraban a Liberia un paraíso fiscal.
En 1988 el presidente de la República Socialista de Rumanía, Nicolae Ceaucescu visitó Liberia.
A finales de la década de 1980, cuando la amenaza del comunismo se desvaneció y la austeridad financiera llegó a Estados Unidos, éstos se desencantaron con la corrupción del gobierno de Doe y le retiraron importantes sumas de ayuda extranjera. Esto, combinado con el descontento popular que generó el favoritismo de Doe a su tribu, los krahn, le dejó en una situación muy precaria.

## Guerra civil, tortura y muerte
Charles Taylor, un antiguo aliado de Doe, entró a Liberia desde Costa de Marfil el 24 de diciembre de 1989 para iniciar una guerra de guerrillas contra él. Taylor había escapado de una prisión de los Estados Unidos en la que ingresó después de que Doe le acusase de desfalco. A mediados de 1990 la mayor parte de Liberia estaba controlada por facciones rebeldes. Doe pasó los dos últimos meses de su vida escondido en la mansión presidencial, al salir a la superficie para posiblemente escapar de país, fue capturado en Monrovia por Prince Johnson el 9 de septiembre de 1990 y fue torturado antes de morir. La tortura se grabó en vídeo en una especie de Snuff y se mostró en los noticiarios de todo el país. Plantilla:Ébano (p109), KapuscinskiEl vídeo muestra a Johnson bebiendo una cerveza mientras le cortan las orejas a Doe.
Más tarde, un Doe moribundo es interrogado desnudo, con grilletes fuertemente apretados, con la circulación de sangre obstruida en la zona. Después fue quemado con cigarrillos, le cortaron varios dedos de las manos y el dedo meñique del pie, sus orejas fueron cortadas y su cabeza afeitada, Doe sucumbió tras 12 horas de tortura siendo exhibido en las calles del país el día siguiente.

## Posteridad
En noviembre de 2000 en un mitin religioso en representación de la familia Doe, su hijo Samuel Doe. Jr acompañado por la madre y viuda del presidente, Nancy Doe, dijo en una conferencia que tenía sentimientos de odio y resentimiento contra cierta persona, pensamientos de venganza contra el asesino de su padre durante los últimos 10 años y que tenía la intención de limpiar sus pecados y sentimientos de odio y venganza contra el verdugo de su padre, ambas partes se reconciliaron por el pastor T. B. Joshua.